# Sahel (Burkina Faso)
Sahel er en af Burkina Fasos 13 regioner. Den blev oprettet den 2. juli 2001 og havde 808.928 indbyggere i 2006. Regionshovedstaden er Dori. Regionen består af fire provinser: Oudalan, Séno, Soum og Yagha.